# Brown Eyed Girl
Brown Eyed Girl is een nummer van de Noord-Ierse muzikant Van Morrison. Het is zijn debuutsingle als solo-artiest en verscheen op zijn album Blowin' Your Mind! uit 1967. In juni van dat jaar werd het nummer uitgebracht als eerste single van het album.

## Achtergrond
Nadat Morrisons band Them in 1966 uit elkaar ging, nam hij acht nummers op, die zouden worden uitgebracht als vier singles. Op 28 en 29 maart 1967 nam hij deze nummers op, waarbij "Brown Eyed Girl" op de eerste dag werd opgenomen. De oorspronkelijke titel van het nummer was "Brown-Skinned Girl", maar volgens Morrison werd de titel veranderd omdat het "een fout" was. Daarnaast zou het nummer over een interraciale relatie gaan en zou de titel veranderd zijn om het meer geschikt te maken voor op de radio. Ondanks dit werd het nummer toch gecensureerd, waarbij de regel "making love in the green grass" werd vervangen door "laughin' and a-runnin', hey hey" uit een vorig couplet.
Vanwege een contract dat Morrison zonder om juridisch advies te vragen tekende met Bang Records, heeft hij nooit royalty's ontvangen voor het nummer. Daarnaast werd ook het album Blowin' Your Mind!, waarop alle nummers staan die op 28 en 29 maart 1967 waren opgenomen, uitgebracht zonder zijn toestemming. Morrison zei zelf dat "Brown Eyed Girl" niet een van zijn favoriete nummers is: "Het is niet een van mijn beste. Ik heb ongeveer 300 nummers waarvan ik denk dat die beter zijn."
"Brown Eyed Girl" behaalde internationaal verschillende hitlijsten. In de Verenigde Staten werd het een top 10-hit en ook in het Verenigd Koninkrijk, Canada en Nederland stond het in de hitlijsten. 
In Nederland werd de plaat destijds veel gedraaid op Radio Veronica, Radio Noordzee Internationaal, Radio Caroline, Mi Amigo en Hilversum 3 en werd een radiohit. De plaat bereikte de 16e positie in de Nederlandse Top 40 op Radio Veronica en de 12e positie in de Parool Top 20 op Hilversum 3.
In België behaalde de plaat géén notering in de Vlaamse Ultratop 50.
De plaat staat ook op de lijst "Songs that Shaped Rock and Roll" van de Rock and Roll Hall of Fame en staat het op de 110e plaats in The 500 Greatest Songs of All Time van het tijdschrift Rolling Stone.

## Covers
Het nummer werd in Nederland ook een hit in de uitvoering van Iain Matthews. Ook de volgende artiesten hebben het op plaat gezet dan wel live gespeeld; 
- Chicano
- Adele
- Bruce Springsteen
- U2
- Bob Dylan
- Lagwagon

## Hitnoteringen

### Van Morrison

#### Nederlandse Top 40
| Hitnotering: 09-09-1967 t/m 21-10-1967 | Hitnotering: 09-09-1967 t/m 21-10-1967 | Hitnotering: 09-09-1967 t/m 21-10-1967 | Hitnotering: 09-09-1967 t/m 21-10-1967 | Hitnotering: 09-09-1967 t/m 21-10-1967 | Hitnotering: 09-09-1967 t/m 21-10-1967 | Hitnotering: 09-09-1967 t/m 21-10-1967 | Hitnotering: 09-09-1967 t/m 21-10-1967 | Hitnotering: 09-09-1967 t/m 21-10-1967 |
| Week                                   | 1                                      | 2                                      | 3                                      | 4                                      | 5                                      | 6                                      | 7                                      |                                        |
| -------------------------------------- | -------------------------------------- | -------------------------------------- | -------------------------------------- | -------------------------------------- | -------------------------------------- | -------------------------------------- | -------------------------------------- | -------------------------------------- |
| Nummer                                 | 36                                     | 22                                     | 18                                     | 16                                     | 20                                     | 25                                     | 32                                     | uit                                    |

#### Parool Top 20
| Hitnotering: 02-09-1967 t/m 14-10-1967 | Hitnotering: 02-09-1967 t/m 14-10-1967 | Hitnotering: 02-09-1967 t/m 14-10-1967 | Hitnotering: 02-09-1967 t/m 14-10-1967 | Hitnotering: 02-09-1967 t/m 14-10-1967 | Hitnotering: 02-09-1967 t/m 14-10-1967 | Hitnotering: 02-09-1967 t/m 14-10-1967 | Hitnotering: 02-09-1967 t/m 14-10-1967 | Hitnotering: 02-09-1967 t/m 14-10-1967 |
| Week                                   | 1                                      | 2                                      | 3                                      | 4                                      | 5                                      | 6                                      | 7                                      |                                        |
| -------------------------------------- | -------------------------------------- | -------------------------------------- | -------------------------------------- | -------------------------------------- | -------------------------------------- | -------------------------------------- | -------------------------------------- | -------------------------------------- |
| Positie                                | 19                                     | 17                                     | 17                                     | 15                                     | 12                                     | 15                                     | 18                                     | uit                                    |

#### NPO Radio 2 Top 2000
| Nummer met noteringen in de NPO Radio 2 Top 2000 | '99 | '00 | '01 | '02 | '03 | '04 | '05 | '06 | '07 | '08 | '09 | '10 | '11 | '12 | '13 | '14 | '15 | '16 | '17 | '18 | '19 | '20 | '21 | '22 | '23 | '24 |
| ------------------------------------------------ | --- | --- | --- | --- | --- | --- | --- | --- | --- | --- | --- | --- | --- | --- | --- | --- | --- | --- | --- | --- | --- | --- | --- | --- | --- | --- |
| Brown Eyed Girl                                  | 276 | 216 | 257 | 179 | 178 | 171 | 167 | 167 | 193 | 161 | 211 | 232 | 224 | 288 | 274 | 291 | 331 | 283 | 276 | 370 | 336 | 371 | 397 | 432 | 501 | 558 |

1. ↑  Een vetgedrukt getal geeft de hoogste notering aan.

### Iain Matthews

#### Nationale Hitparade
| Hitnotering: 04-09-1976 t/m 18-09-1976 | Hitnotering: 04-09-1976 t/m 18-09-1976 | Hitnotering: 04-09-1976 t/m 18-09-1976 | Hitnotering: 04-09-1976 t/m 18-09-1976 | Hitnotering: 04-09-1976 t/m 18-09-1976 |
| Week                                   | 1                                      | 2                                      | 3                                      |                                        |
| -------------------------------------- | -------------------------------------- | -------------------------------------- | -------------------------------------- | -------------------------------------- |
| Positie                                | 30                                     | 22                                     | 27                                     | uit                                    |